# Verschuivingen
Verschuivingen is een plastiek ontworpen door Ben Guntenaar, staande aan het eind van de Churchill-laan in Amsterdam-Zuid.

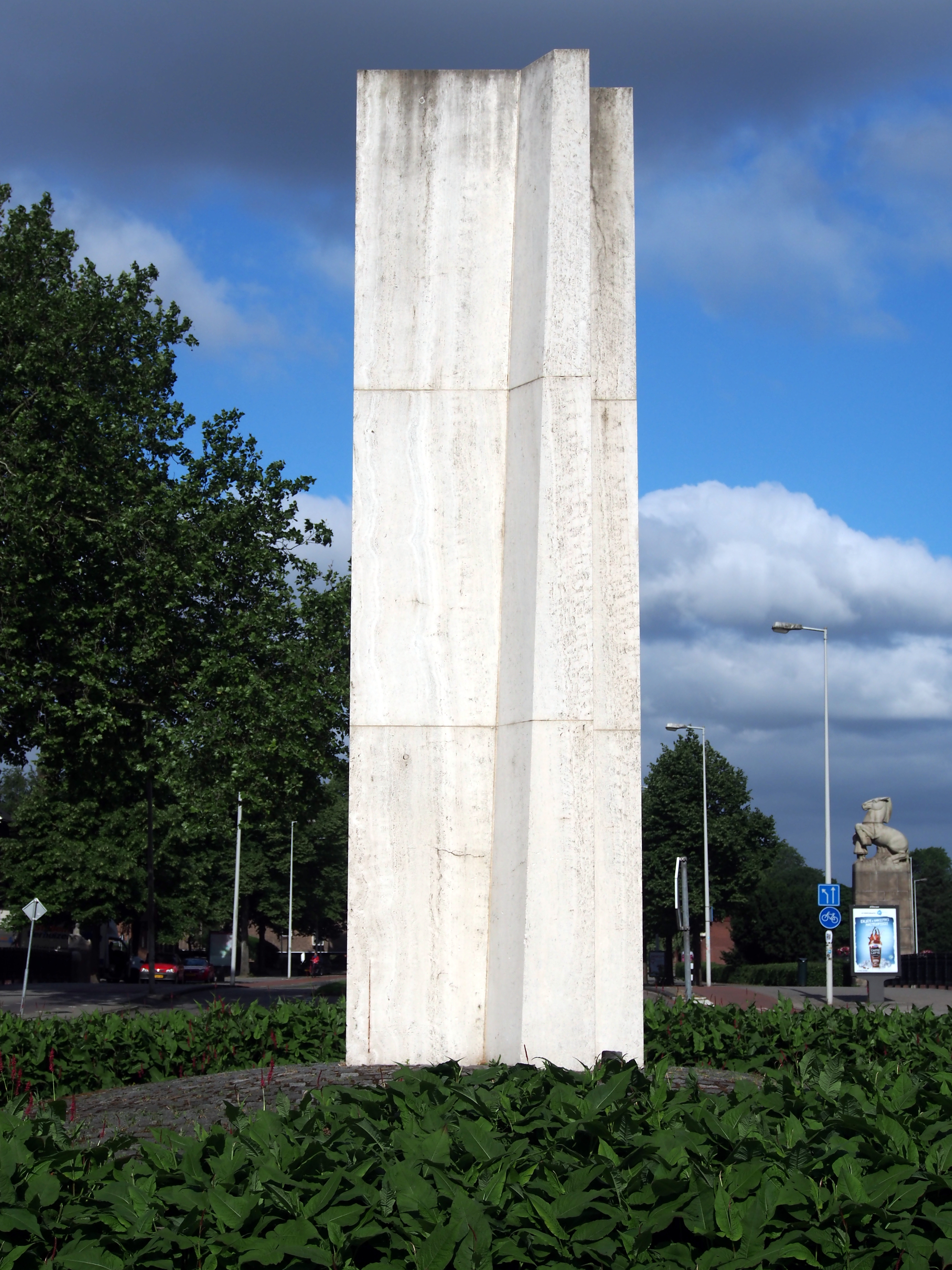
Verschuivingen in 2016

Het zes meter hoge beeld werd door Guntenaar vervaardigd op verzoek van de gemeente Amsterdam ter viering van het 700-jarig bestaan van de stad in 1975. Guntenaar kwam met een kolom van vier gestapelde blokken travertijn met schuinstaande ribben. Hij had overigens al een beeld met dezelfde titel ontworpen voor Amstelveen.
Rondom de Amsterdamse versie werd in voorjaar 1975 een tentoonstelling gehouden in het Stedelijk Museum, waarbij de kunstenaar enige uitleg gaf over dit kunstwerk. Het gigantische beeld verving een zonnewijzer op sokkel, eigendom van de ANWB, die onderhevig was aan slijtage, aanrijding en vernieling. De zuil is, doordat het op een verhoging is geplaatst, niet gevoelig voor aanrijding, maar wel voor aanslag door luchtvervuiling en zure regen. 
In de directe omgeving staan ook beelden van stadsbeeldhouwer Hildo Krop. Zijn Kinderbrug en Hildo Kropbrug liggen op een kleine 100 meter van Guntenaars zuil. 
In april 2017 kwam de plastiek plotseling in het nieuws. Een anonieme kunstenaar had ongemerkt op de zes meter hoge zuil een beeldje toegevoegd. Het ging om een figuur van King Kong met vliegtuig, het was afkomstig van straatkunstenaar Street Art Frankey en het aldus samengestelde kunstwerk werd King versus President genoemd. 